# Digital Video
El Digital Video (DV) es un formato estándar de video de gama doméstica, industrial y para transmisión. Se basa en el algoritmo DCT y usa como protocolo de trasmisión de datos el IEEE 1394 o FireWire. Generalmente graba en una cinta de un cuarto de pulgada (con tres variantes: Mini, M y L). Fue creado en 1996 como un estándar internacional según la norma IEC 61834, que define el códec y el tipo de cinta. Fue desarrollado como formato digital de vídeo para un entorno industrial, pero su excelente relación calidad-precio provocó que se haya convertido en el formato predominante en el vídeo doméstico, como Mini-DV, y que hayan surgido versiones profesionales, DVCAM y DVCPRO. Existe un formato tipo DV50, el Digital-S, basado en este estándar, pero que se graba en cintas de media pulgada. Su popularidad ha provocado incluso que sea base comercial para un formato económico de alta definición, el HDV, con el que solo comparte el tipo de cinta.

## Características técnicas

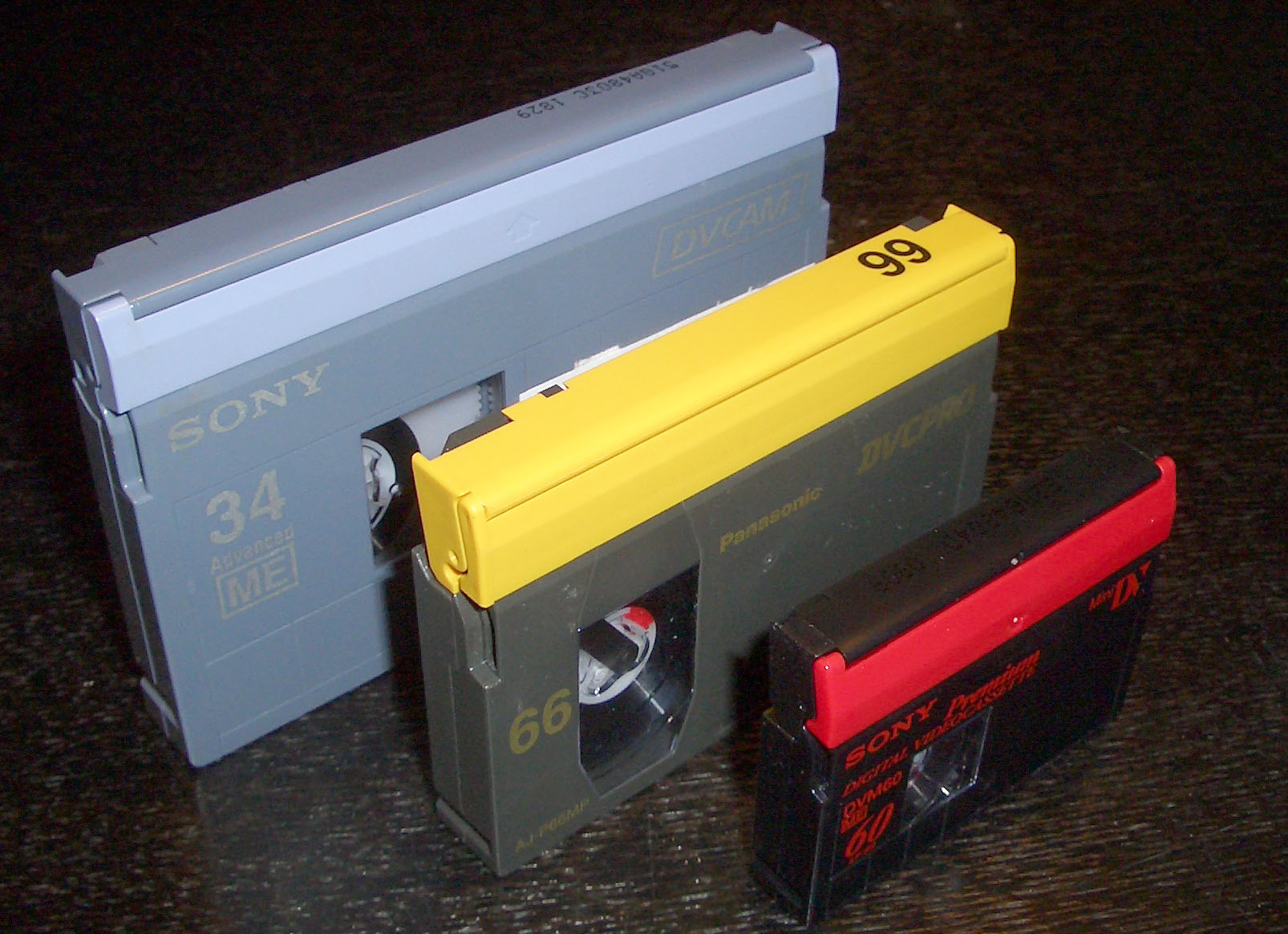
Cintas DV
De izq. a dch.: DVCAM-L, DVCPRO-M, Mini-DV.

El DV es un sistema de vídeo digital por componentes que utiliza un esquema de muestreo 4:2:0 en PAL y 4:1:1 en NTSC. 4:2:0 significa que las señales de diferencia de color o crominancia Cb y Cr se submuestrean a la mitad, horizontal y verticalmente hablando. El resultado será que, verticalmente, las muestras de color quedarán entre las líneas de luminancia. La frecuencia de muestreo de luminancia es 13,5 MHz y las de crominancia 6,75 MHz. El DV tiene una profundidad de color de 8 bits.
Para la compresión de vídeo, DV usa el algoritmo DCT con una compresión intraframe y una relación 5:1. DV es conocido como DV25 porque el flujo de vídeo resultante es de 25 Mbps. Añadiendo audio, información de pista y corrección de errores, el flujo total es de 29 Mbps o, lo que es lo mismo, 3,6 MiB/s. El resultado de información es, aproximadamente, de 200 MiB por minuto y unos 12 GiB por hora.
El formato DV graba audio PCM sin compresión. Tiene dos configuraciones posibles de audio. Una permite grabar 2 canales de audio a 48 kHz y 16 bits, y la otra posibilidad son 4 canales a 32 kHz y 12 bits; 2 canales de audio original y dos de doblado (audio dubbing) realizado a posteriori en postproducción. La calidad de la configuración de 2 canales, 48 kHz y 16 bit es ligeramente superior a la del disco compacto (CD).

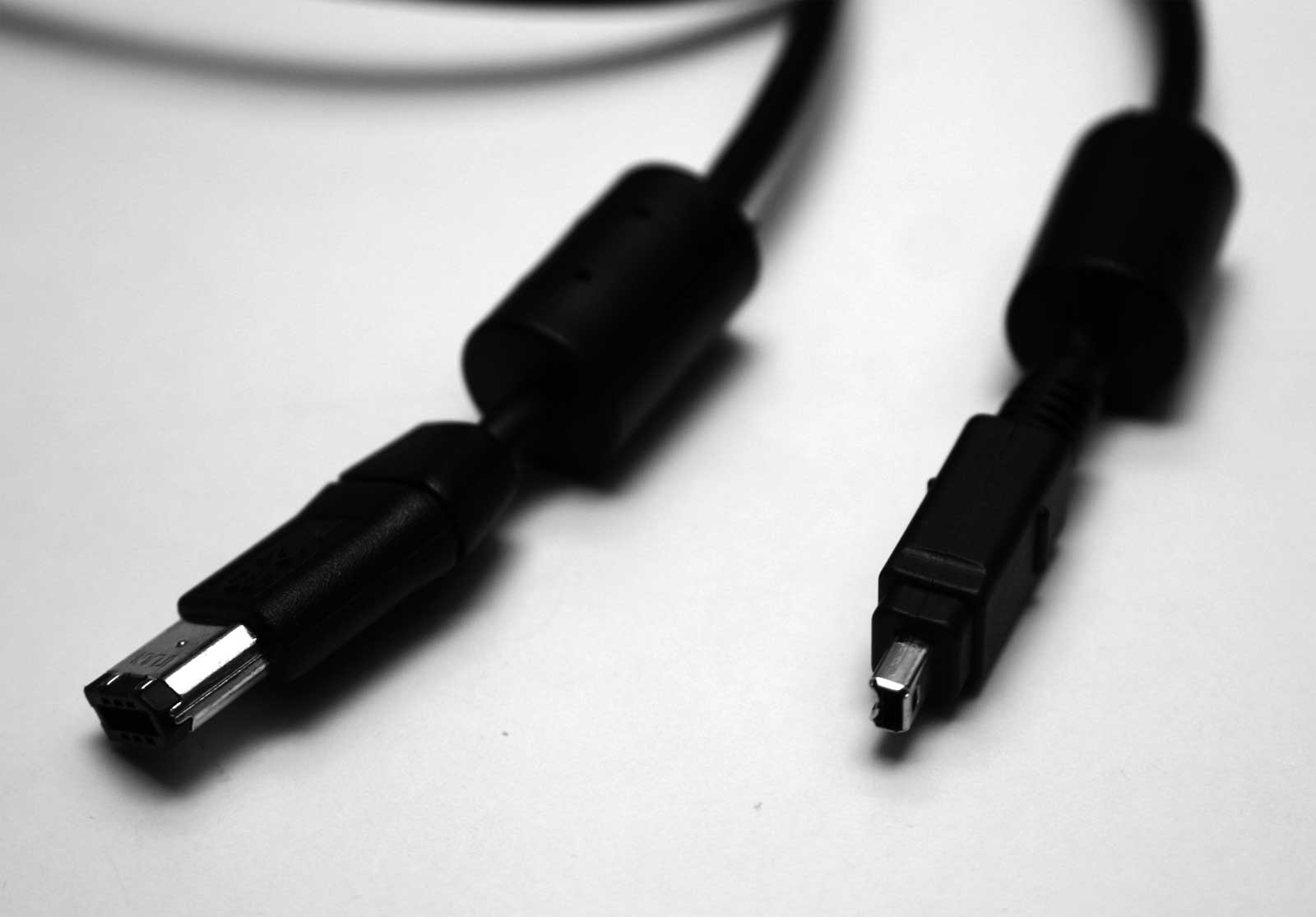
Conector Firewire
Versión 6 pines (izq) y versión 4 pines (dch).

Para la conectividad, el DV utiliza la interfaz IEEE 1394, también conocida como FireWire e i.Link, que, si bien no es parte del formato en sí, está estrechamente ligada a este. Cualquier equipo DV, tanto doméstico como profesional, lleva un conector FireWire, que puede tener conexión de 6 pines o de 4 pines. El FireWire también es usado como puerto serie para ordenadores (aparte del USB). Equipos profesionales también pueden transportar la señal DV por SDI (digital) o por los conectores analógicos de vídeo en componentes, aunque en este caso habrá degradación de la señal por el paso digital-analógico.
La cinta usada para grabar DV tiene un ancho de 0,25 pulgadas (6,35 mm). Este tipo de cinta tiene tres versiones distintas. La más conocida es la usada en la gama doméstica, la cinta Mini-DV, que también usan algunos equipos profesionales y semiprofesionales. La rama profesional tiene otras dos variantes, el tamaño M y el tamaño L. La Mini-DV tiene versiones de 30, 60 y 80 minutos. Las M y L tienen duraciones que van desde 12 a 276 minutos (siempre dependiendo de si se trata de DV, DVCAM, ProfessionalDV o DVCPRO).
El éxito de este formato y la búsqueda de nuevos soportes ha llevado a JVC, Sony, Panasonic y otros fabricantes a desarrollar nuevas posibilidades de grabación. DV se graba sobre un disco duro portátil, en la propia cámara o en un estacionario. Sony ha creado la gama XDCAM, que utiliza el Professional Disc como soporte. Se trata de un disco Blu-ray con capacidad para 23 GB. XDCAM soporta los formatos DVCAM y MPEG IMX. Panasonic apuesta por la tarjeta de memoria con el modelo P2, un tipo de PCMCIA que aloja en su interior cuatro memorias SD. Las cámaras pueden llevar a la vez varias memorias e intercambiarse sobre la marcha.

## Versiones

### DVC
Digital Video Cassette o DVC es la versión genérica del formato. Existen dos tamaños de cinta: DV y MiniDV. La segunda, más pequeña, permite hacer las cámaras más compactas y ligeras de forma que se imponen en el mercado. Las características del DVC: muestreo 4:1:1 (NTSC) o 4:2:0 (PAL) con color a 8 bits, compresión 5:1 tipo DCT intraframe, flujo de vídeo de 25 Mb/s, 2 o 4 canales de audio PCM a 32 o 48 kHz y a 12 o 16 bits. Es la versión no propietaria, el estándar acordado por la IEC. Todos los fabricantes distribuyen DVC con cinta pequeña Mini-DV, quedando este nombre como la versión que se comercializa para uso doméstico.
Solo graba señal en la cinta Mini-DV o, en su defecto, en disco duro. Se diferencia de DVCPRO y DVCAM en el ancho de las pistas que graba la cinta, que tienen 10 micras.
| Características técnicas de Mini DV | Características técnicas de Mini DV | Características técnicas de Mini DV |
| ----------------------------------- | ----------------------------------- | ----------------------------------- |
| Sistema                             | Digital SD. Por componentes         | Digital SD. Por componentes         |
| Frecuencia de muestreo              | 4:1:1 (NTSC)                        | 4:2:0 (PAL)                         |
| Algoritmo                           | DCT intraframe                      | DCT intraframe                      |
| Ratio de compresión                 | 5:1                                 | 5:1                                 |
| Bitrate                             | 25 Mb/s                             | 25 Mb/s                             |
| Profundidad de color                | 8 bits                              | 8 bits                              |
| Soporte                             | cinta 1/4"                          | cinta 1/4"                          |
| Ancho de pistas                     | 10 µm                               | 10 µm                               |
| Canales de audio                    | 2 canales PCM                       | 4 canales PCM                       |
| Muestreo de audio                   | 48 kHz / 16 bit                     | 32 kHz / 12 bit                     |

### DVCAM
DVCAM es el nombre de la versión propia de Sony. Tiene las mismas características que el DV, pero Sony amplió el ancho de pista a 15 µm y aumentó en un 50 por ciento la velocidad de cinta. Esto repercute en confiabilidad desde el punto de vista mecánico (no aumenta la calidad de imagen, como mucha gente piensa), pero también en que las cintas duren un tercio que las del formato original. DVCAM puede grabar en cintas DVCAM y Mini-DV y reproduce DV y DVCPRO (no desde el principio del formato).
DVCAM se puede grabar, además de en cinta y disco duro, en Professional Disc.
| Características técnicas de DVCAM | Características técnicas de DVCAM | Características técnicas de DVCAM |
| --------------------------------- | --------------------------------- | --------------------------------- |
| Sistema                           | Digital SD. Por componentes       | Digital SD. Por componentes       |
| Frecuencia de muestreo            | 4:1:1 (NTSC)                      | 4:2:0 (PAL)                       |
| Algoritmo                         | DCT intraframe                    | DCT intraframe                    |
| Ratio de compresión               | 5:1                               | 5:1                               |
| Bitrate                           | 25 Mb/s                           | 25 Mb/s                           |
| Profundidad de color              | 8 bits                            | 8 bits                            |
| Soporte                           | cinta 1/4"                        | Professional Disc                 |
| Ancho de pistas                   | 15 µm                             | 15 µm                             |
| Canales de audio                  | 2 canales PCM                     | 4 canales PCM                     |
| Muestreo de audio                 | 48 kHz / 16 bits                  | 32 kHz / 12 bits                  |

### DVCPRO
DVCPRO es la variante del DVC desarrollada por Panasonic. Al contrario que Sony, se apostó fuerte por este formato y se ha convertido en una importante franquicia con tres versiones desarrolladas hasta el año 2006. Su principal diferencia es que usa cinta con pistas de ancho de 18 µm y con otro tipo de emulsión, partículas de metal en lugar de metal evaporado (usado en DV y DVCAM). Además, cuenta con una pista longitudinal de audio y otra también longitudinal de control track para ayudar en edición, especialmente, edición lineal. Otra característica respecto al audio es que únicamente permite la opción de 2 pistas a 48 kHz y 16 bits.
DVCPRO o DVCPRO 25 fue el primer DVCPRO desarrollado. Aparte de las pistas más anchas, de las cintas de partículas de metal y de las pistas longitudinales, DVCPRO 25 tiene un muestreo 4:1:1 en PAL y NTSC.
| Características técnicas de DVCPRO 25 | Características técnicas de DVCPRO 25 | Características técnicas de DVCPRO 25 |
| ------------------------------------- | ------------------------------------- | ------------------------------------- |
| Sistema                               | Digital SD. Por componentes           | Digital SD. Por componentes           |
| Frecuencia de muestreo                | 4:1:1                                 | 4:1:1                                 |
| Algoritmo                             | DCT intraframe                        | DCT intraframe                        |
| Ratio de compresión                   | 5:1                                   | 5:1                                   |
| Bitrate                               | 25 Mb/s                               | 25 Mb/s                               |
| Profundidad de color                  | 8 bits                                | 8 bits                                |
| Soporte                               | cinta 1/4"                            | tarjetas P2                           |
| Ancho de pistas                       | 18 µm                                 | 18 µm                                 |
| Canales de audio                      | 2 canales PCM                         | 2 canales PCM                         |
| Muestreo de audio                     | 48 kHz / 16 bits                      | 48 kHz / 16 bits                      |

DV50 es una versión de mayor calidad que creó JVC en cinta de (1/2") pulgada llamada D9 (Digital S) con muestreo 4:2:2 a 50 Mb/s y compresión 3,3:1 utilizando dos codificadores de DV en paralelo con 4 pistas de audio PCM, y que posteriormente adoptó Panasonic como mejora de su DVCPRO, pensando no solo en cometidos ENG, sino en poder ofrecer aplicaciones de estudio. Lógicamente, la capacidad de las cintas es la mitad de la proprocionada por DVCPRO 25. 
| Características técnicas de DVCPRO 50 | Características técnicas de DVCPRO 50 | Características técnicas de DVCPRO 50 |
| ------------------------------------- | ------------------------------------- | ------------------------------------- |
| Sistema                               | Digital SD. Por componentes           | Digital SD. Por componentes           |
| Frecuencia de muestreo                | 4:2:2                                 | 4:2:2                                 |
| Algoritmo                             | DCT intraframe                        | DCT intraframe                        |
| Ratio de compresión                   | 3,3:1                                 | 3,3:1                                 |
| Bitrate                               | 50 Mb/s                               | 50 Mb/s                               |
| Profundidad de color                  | 8 bits                                | 8 bits                                |
| Soporte                               | cinta 1/4"                            | tarjetas P2                           |
| Canales de audio                      | 4 canales PCM                         | 4 canales PCM                         |
| Muestreo de audio                     | 48 kHz / 16 bits                      | 48 kHz / 16 bits                      |

DVCPRO HD o DV100 es una variación de DVCPRO 50 con resolución en alta definición. Usa el mismo muestreo 4:2:2, pero, al ser HD, permite resolución 1080 y 720, tanto en progresivo como en entrelazado (aunque el modo 1080/25p es falso, puesto que la captación es progresiva y posteriormente almacenada de forma entrelazada). Mediante una compresión hasta 6,7:1, se consigue un flujo de vídeo de 100 Mb/s. El formato admite además 8 pistas de audio.
| Características técnicas de DVCPRO HD | Características técnicas de DVCPRO HD | Características técnicas de DVCPRO HD |
| ------------------------------------- | ------------------------------------- | ------------------------------------- |
| Sistema                               | Digital HD. Por componentes           | Digital HD. Por componentes           |
| Frecuencia de muestreo                | 4:2:2                                 | 4:2:2                                 |
| Algoritmo                             | DCT intraframe                        | DCT intraframe                        |
| Ratio de compresión                   | 6,7:1                                 | 6,7:1                                 |
| Bitrate                               | 100 Mb/s                              | 100 Mb/s                              |
| Profundidad de color                  | 8 bits                                | 8 bits                                |
| Soporte                               | cinta 1/4"                            | tarjetas P2                           |
| Canales de audio                      | 8 canales PCM                         | 8 canales PCM                         |
| Muestreo de audio                     | 48 kHz / 16 bits                      | 48 kHz / 16 bits                      |

Toda la gama DVPCRO reproduce cintas DV y DVCAM, y algunos magnetoscopios también graban formato DV. También permite grabar en tarjetas de memoria P2 y en disco duro.

## Importancia y usos
El DVC fue creado para aplicaciones de vídeo digital para el mercado de consumo. Sony dominaba el mercado analógico con Betacam SP y dominaba en el mercado digital de postproducción con Betacam Digital aunque este formato era excesivamente caro para noticias ENG y, como necesitaba una solución para noticias ENG en formato digital, creó el Betacam SX en MPEG-2 a 18 Mb/s. Panasonic, sin embargo, decidió aprovechar el formato DVC, sobre todo, como formato más ligero en ENG para informativos. Creó su propia versión, el DVCPRO (a 25 Mb/s). JVC, en las mismas fechas, creó el D9 (o Digital S) utilizando el doble procesado a 50 Mbps, con patrón de muestreo 4:2:2 y ratio de compresión 3,3:1.
En 1997, en el mercado industrial y broadcast, nos encontramos compitiendo al unísono tres formatos: Betacam SX de SONY, DVCPRO de Panasonic y D9 de JVC. 
En 1998, tras un largo estudio, la SMPTE/EBU recomienda como formato digital ideal el del esquema de 50 Mb/s, 4:2:2 y 3,3:1 presentado por JVC.
A esto reaccionan rápidamente Panasonic creando el DVCPRO 50 y Sony el MPEG IMX, buscando los dos mantener la hegemonía del mercado de teledifusión y asimilando la lección del más pequeño JVC que no tiene su misma capacidad financiera.
Sony, posteriormente, para frenar la fuerte incursión de Panasonic en el mercado de informativos, reaccionó apoyando el DVCAM, más allá de su cometido original como formato semiprofesional o para el mercado institucional. Al igual que el DVCPRO 25, podía ser un sistema para informativos y para televisiones locales o con bajo presupuesto. El proceso de digitalización de las redacciones ha llevado a la gama DV, ya sea Sony o Panasonic, a casi todos los medios del mundo -aunque la primera también ha sabido vender su MPEG IMX-.
DV ha sido desde un inicio un formato doméstico digital en componentes. La principal ventaja de cara al gran público fue la introducción de la cinta Mini-DV, bastante más pequeña que sus competidores analógicos en el sector, el Hi8 y el VHS-C. JVC lanzó el primer modelo realmente compacto y con disposición vertical, varias veces más pequeño que sus competidores. La ventaja del tamaño, unido a su excelente calidad digital, ha permitido al Mini-DV mantenerse desde mediados de la década de los 90 como el formato rey en el sector doméstico. Ha habido intentos por restarle fuerza: Sony hizo su propia apuesta mezclando su propio producto con el DV. Creó el Digital 8, con las mismas características técnicas que el DV, pero aprovechando la cinta de 8 mm del Video 8 y Hi8. O con el MicroMV de Sony —un formato MPEG-2—, la grabación en DVD (también MPEG-2) y la grabación con cámaras multiformato o cámaras fotográficas con tarjeta de memoria con una compresión de baja calidad en MPEG-4. Los últimos modelos domésticos permiten también grabar en disco duro, tanto en DV como en MPEG.
Entremedias de sector broadcast y sector doméstico, DV también se ha adaptado al vídeo industrial, su objetivo original. La mayoría de fabricantes ha mantenido Mini-DV como el tipo de cinta a utilizar. Lo especial es que se ha apostado por un nuevo concepto de cámara. En lugar del clásico chasis ENG, se ha trabajado en una línea parecida a las videocámaras domésticas, de tamaño reducido y con visor al fondo, pero con sistema de 3 CCD y controles profesionales. Canon y Sony son los fabricantes que más éxito han conseguido en esta línea, especialmente Canon y su modelo XL-1, que por el contrario se intenta parecer a las cámaras profesionales ENG en su disposición con visor en el lateral y montura al hombro.
El DV además ha tenido una importancia revolucionaria en cuanto a la democratización del vídeo. El sistema DV unido a una edición no lineal ha permitido que un usuario medio -en cuestión económica y de conocimientos técnicos- pueda acceder a una calidad profesional. Al mismo tiempo, Internet permite un difusión universal y gratuita. Incluso el mundo del cine tiene la huella del formato digital: aunque ya se había grabado anteriormente en vídeo, el DV ha hecho que se produjesen películas sin apenas presupuesto que han llegado a estrenarse comercialmente —fragmentos de El proyecto de la bruja de Blair fueron grabados con cámaras de este tipo—; por otro lado, cineastas de renombre se han acercado a él por su versatilidad, libertad de acción y estética propia, como Steven Soderbergh en Full Frontal y Lars von Trier en Bailarina en la oscuridad (Dancer in the dark).